# Mapa z Madaby
Mapa z Madaby, również mozaikowa mapa z Madaby − mozaika podłogowa w cerkwi św. Jerzego w Madabie w Jordanii, przedstawiająca mapę Bliskiego Wschodu, pochodząca z okresu bizantyjskiego. Mozaika stanowi najstarsze kartograficzne przedstawienie Ziemi Świętej, z uwzględnieniem Jerozolimy. Pochodzi z VI w.

## Historia
Na mapie przedstawiono kościół Matki Bożej Nowej, który konsekrowano 20 listopada 542. Autorzy mozaiki nie odnotowali kształtów budowli jerozolimskich, które wzniesiono po 570. Te dwie daty wyznaczają więc granice okresu, w którym mozaika powstała, między 542 a 570. Autor dzieła jest anonimowy. Mozaikę ufundowali wierni z Madaby, która była w tym czasie stolicą biskupią. W VIII w. w czasach Umajjadów z mozaiki usunięte zostały przedstawienia postaci ludzkich. W 746 Madabę zniszczyło trzęsienie ziemi, miasteczko zostało opuszczone.
Zabytkową mozaikę odkryto w 1884 podczas prac przy budowie nowej cerkwi. Do częściowego zniszczenia mapy przyczyniły się: pożar, zwykłe użytkowanie świątyni oraz wilgoć. W 1964 niemiecka Fundacja Volkswagen przekazała Deutscher Verein für die Erforschung Palästinas (Niemieckiemu Towarzystwu Palestynologicznemu) 90000 marek, by zabezpieczyć zabytek. Prace restauracyjne i konserwacyjne przeprowadzili archeolodzy Heinz Cüppers i Herbert Donner.

## Opis
Mozaika znajduje się we wnętrzu cerkwi św. Jerzego w Madabie, blisko wejścia do budynku. Przedstawiona mapa nie jest zorientowana w kierunku północnym, jak współczesne dokumenty kartograficzne. Wschód znajduje się po stronie ołtarza. Patrząc od strony ołtarza, miejscowości zostały przedstawione odpowiednio, z zachowaniem ich kierunku położenia. Oryginalnie mozaika miała rozmiary 21x7 m. Do jej ułożenia użyto ponad dwóch milionów tesser do mozaik. Obecnie mozaikowa mapa ma wymiary 16x5 m.

## Walory topograficzne
Mapa obejmuje obszar od Libanu na północy po Deltę Nilu na południu, od wybrzeży Morza Śródziemnego na zachodzie po granicę, jaką wyznacza Pustynia Syryjska na wschodzie Jordanii. Wśród różnych elementów, na które składa się treść mapy, autor przedstawił: Morze Martwe z dwiema łodziami, szereg mostów łączących brzegi Jordanu, ryby pływające w rzece i uciekające od miejsca, w którym Jordan wpada do Morza Martwego; lwa (prawie nierozpoznawalny z powodu przemieszania kostek w okresie ikonoklazmu) polującego na gazele na stepach Moabu; otoczone palmami Jerycho; Betlejem i inne chrześcijańskie miejsca święte. Wszystkie miejsca i miejscowości posiadają opisy w języku greckim. Oznaczonych zostało 150 lokalizacji.
Największym elementem mapy jest znajdujące się w jej centrum topograficzne przedstawienie Jerozolimy. Autor bardzo dokładnie przedstawił poszczególne budowle jerozolimskiego Starego Miasta: Bramę Damasceńską, Bramę Lwów, Złotą Bramę, Bramę Syjońską, Bazylikę Bożego Grobu, Kościół Matki Bożej Nowej, Cytadelę Dawida, jerozolimskie cardo maximus oraz decumanus. Mapa z Madaby stanowi pierwszorzędne źródło do poznania topografii bizantyjskiej Jerozolimy. Dokładniej przedstawione też zostały: Flavia Neapolis, Aszkelon, Gaza, Peluzjum i Charachmobę (Al-Karak). Przedstawienia tych miast mogą być uznane za starożytne mapy drogowe.

## Znaczenie naukowe
Mapa z Madaby jest najstarszą znaną mapą mozaikową w historii sztuki. Jest jednym z cenniejszych źródeł używanych przez biblistów i archeologów do lokalizacji miejsc biblijnych. Mapa pomogła w dokładnym ustaleniu położenia miasta Aszkelon (na mapie Asqalan). W 1967 podczas wykopalisk w dzielnicy żydowskiej Starego Miasta w Jerozolimie odkryto pozostałości Kościoła Matki Bożej Nowej oraz ówczesną główną ulicę miasta – Cardo Maximus. Odkrycia potwierdziły dokładność przedstawienia tych obiektów na mapie z Madaby.
Wyniki wykopalisk przeprowadzonych w lutym 2010 potwierdziły dokładność w przedstawieniu układu ulic jerozolimskich w czasach bizantyjskich. Archeolodzy odnaleźli pozostałości drogi miejskiej prowadzącej ku centrum miasta. Zgodnie z mapą, przez główną bramę wchodziło się na szeroką ulicę centralną. Obecnie nie jest możliwe przeprowadzenie wykopalisk przy Bramie Damasceńskiej od strony miasta ze względu na duży ruch uliczny. Jest to praktycznie centrum arabskiej części miasta. Odnaleziono jednak pozostałości oznaczonej na mapie ulicy w pobliżu Bramy Jafskiej, na głębokości 4 m poniżej obecnego poziomu nawierzchni.

## Kopie mapy
Kopia mapy znajduje się w posiadaniu Instytutu Archeologicznego Uniwersytetu w Getyndze. Wykonano ją podczas prac restauracyjnych w 1965. Kopia wykonana przez studentów z Madaba Mosaic School znajduje się w foyer Akademisches Kunstmuseum w Bonn. Kolejna kopia mapy z Madaby znajduje się w holu wejściowym jerozolimskiej siedziby YMCA. Na potrzeby turystów udostępniono w Jerozolimie powiększoną kopię samej Jerozolimy, która prezentowana jest na ścianie na terenie wykopalisk na cardo w dzielnicy żydowskiej. Podobna kopia samej Jerozolimy znajduje się również przy wejściu do siedziby Studium Biblicum Franciscanum w Jerozolimie przy Via Dolorosa. W 2014 roku kopię całości mozaiki wykonano przy wjeździe na parking (po lewej stronie) przy Tel el-Sultan w Jerychu.